# Río Segundo, Córdoba
Río Segundo är en ort i Argentina.   Den ligger i provinsen Córdoba, i den centrala delen av landet, 600 km nordväst om huvudstaden Buenos Aires. Río Segundo ligger 341 meter över havet och antalet invånare är 18 155.
Terrängen runt Río Segundo är platt, och sluttar österut. Río Segundo är det största samhället i trakten.
Trakten runt Río Segundo består till största delen av jordbruksmark. Runt Río Segundo är det ganska glesbefolkat, med 21 invånare per kvadratkilometer.